# Paolo Pronio
Paolo Pronio (Introdacqua, 14 luglio 1784 – Napoli, 3 febbraio 1853) è stato un generale italiano.

## Biografia
Paolo Pronio, figlio primogenito di Giuseppe Pronio e Lucia Barbara Lorenza Di Clemente, nacque a Introdacqua il 14 luglio 1784.
La sua carriera ha inizio nel 1799, entrando nell'esercito borbonico come "volontario distinto" nel Reggimento Reale Sanniti, con cui diede il proprio contributo nell'assedio di Pescara.
Nell’ottobre del medesimo anno fu promosso al grado di ufficiale, partecipando alla spedizione nello Stato della Chiesa. Nel 1801 fu promosso col grado di capitano nel Corpo dei Cacciatori Aprutini, combattendo sul Tronto e nel 1804 in Calabria.
Nel 1807 combatté nella Piana di Mileto, assumendo il comando di una delle 10 compagnie del Reggimento Reale Sanniti, proteggendo la ritirata dell'esercito borbonico.
Fra il 1809 e il 1811 ebbe il comando di una compagnia del Reggimento Valdinoto e di un'altra compagnia del Reggimento Valdemone.

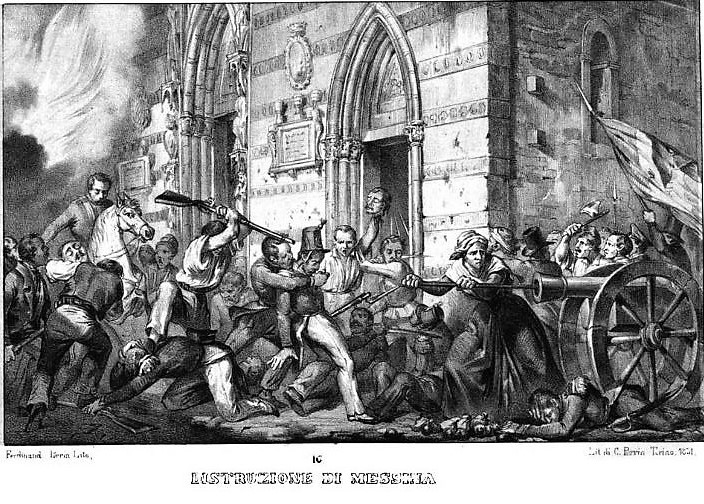
Immagine rappresentante le violenze a Messina nel 1848

Nel 1812 egli prese parte alle azioni militari borboniche in Spagna, a causa della lega anti-napoleonica tra Inghilterra e Regno di Napoli. Successivamente, nel 1814, fu inviato in Sicilia, prendendo il comando di una colonna mobile di 600 uomini, distruggendo alcune bande di malfattori nelle Terre d'Oltranto durante la restaurazione del Regno di Napoli. Il 1º settembre 1815, per decreto reale, fu promosso Aiutante di Campo del 2º Reggimento Cacciatori della Guardia del Re. Tempo dopo fu decorato con la medaglia di bronzo al valor militare, e nominato Cavaliere del R. Ordine militare di San Giorgio.
Nel 1822 divenne Tenente Colonnello, nel 1832 Colonnello e infine, nel 1840, Generale di Brigata.
L'apice della sua carriera arrivò nel 1848, durante i moti rivoluzionari in Sicilia. Egli era a comando delle truppe di stanza a Palermo, dopo una ritirata a Napoli, tornò in Sicilia per cercare di riconquistare l'ormai perduta Messina. In 7 giorni riprese la città, e ricevette la Commenda dell'Ordine di San Ferdinando.
Morì il 3 febbraio 1853, avvelenato da sua moglie o da un'altra donna corrotta dai siciliani.